# Microselia cuspidata
Microselia cuspidata är en tvåvingeart som beskrevs av Rudolf Beyer 1965. Microselia cuspidata ingår i släktet Microselia och familjen puckelflugor. Inga underarter finns listade i Catalogue of Life.